# Liste der Monuments historiques in Caisnes
Die Liste der Monuments historiques in Caisnes führt die Monuments historiques in der französischen Gemeinde Caisnes auf.

## Liste der Bauwerke
| Bezeichnung      | Beschreibung | Standort | Kennzeichnung | Schutzstatus | Datum | Bild           |
| ---------------- | ------------ | -------- | ------------- | ------------ | ----- | -------------- |
| Kirche St-Lucien |              | (Lage)   | PA00114558    | Classé       | 1920  | weitere Bilder |